# Claudia Llosa
Pour les articles homonymes, voir Llosa.
Claudia Llosa, née le 15 novembre 1976 à Lima, est une réalisatrice péruvienne, nièce de l'écrivain Mario Vargas Llosa et du cinéaste Luis Llosa.
En 2009, elle gagne l'Ours d'or du meilleur film au 59e Festival de Berlin pour Fausta (La teta asustada).
En février 2015 elle fait partie des membres du jury des longs métrages lors du 65e Festival de Berlin, présidé par Darren Aronofsky.

## Filmographie

### Réalisatrice et scénariste
- 2006 : Madeinusa
- 2009 : Fausta (La Teta asustada)
- 2011 : Loxoro (court-métrage)
- 2014 : L'Attrape-rêves (Aloft)
- 2021 : Distancia de rescate

## Distinctions

### Madeinusa
- Festival de Sundance : Grand prix du jury 2006
- Festival du film de Rotterdam : Prix FIPRESCI
- Festival du cinéma latino-américain de Lima 2006 : Deuxième prix du meilleur premier film et Prix CONACINE
- Festival du film de Mar del Plata 2006 : Prix Roberto Tato Miller du meilleure film latino-américain
- Festival Cine Ceará de Fortaleza 2006 : Meilleur scénario, meilleure photographie (Raúl Pérez Ureta)
- Festival de Carthagène 2007 : Mention spéciale (Claudia Llosa), meilleure actrice (Magaly Solier)

### Fausta (La teta asustada)
- 2009 : Ours d'or à la Berlinale